# Nicolás Aedo
Nicolás Alejandro Aedo Muñoz (Puente Alto, Chile; 6 de abril de 2001) es un futbolista chileno. Juega de centrocampista y su equipo actual es el Audax Italiano de la Primera División.

## Trayectoria
Aedo formó parte de las inferiores del Audax Italiano desde los 5 años, y fue promovido al primer equipo en 2020.
En febrero de 2023 fue cedido a la Unión La Calera de cara a la nueva temporada.

## Estadísticas
| Club                    | Div.          | Temporada     | Liga  | Liga  | Copas nacionales | Copas nacionales | Torneos internacionales | Torneos internacionales | Total | Total |
| Club                    | Div.          | Temporada     | Part. | Goles | Part.            | Goles            | Part.                   | Goles                   | Part. | Goles |
| ----------------------- | ------------- | ------------- | ----- | ----- | ---------------- | ---------------- | ----------------------- | ----------------------- | ----- | ----- |
| Audax Italiano · Chile  | 1.ª           | 2020          | 1     | 0     | —                | —                | —                       | —                       | 1     | 0     |
| Audax Italiano · Chile  | 1.ª           | 2021          | 7     | 0     | 1                | 0                | —                       | —                       | 8     | 0     |
| Audax Italiano · Chile  | 1.ª           | 2022          | 10    | 0     | 4                | 0                | 0                       | 0                       | 14    | 0     |
| Unión La Calera · Chile | 1.ª           | 2023          | 8     | 0     | —                | —                | —                       | —                       | 8     | 0     |
| Unión La Calera · Chile | Total club    | Total club    | 8     | 0     | 0                | 0                | 0                       | 0                       | 8     | 0     |
| Audax Italiano · Chile  | 1.ª           | 2024          | 4     | 0     | 0                | 0                | —                       | —                       | 4     | 0     |
| Audax Italiano · Chile  | Total club    | Total club    | 22    | 0     | 5                | 0                | 0                       | 0                       | 27    | 0     |
| Total carrera           | Total carrera | Total carrera | 30    | 0     | 5                | 0                | 0                       | 0                       | 35    | 0     |
| 1. 2.                   |               |               |       |       |                  |                  |                         |                         |       |       |